# Новая Антоновка (Калинковичский район)
Новая Антоновка (бел. Новая Антонаўка) — посёлок в Горбовичском сельсовете Калинковичского района Гомельской области Беларуси.

## География

### Расположение
В 5 км на северо-запад от районного центра и железнодорожной станции Калинковичи (на линии Гомель — Лунинец), 127 км от Гомеля.

### Гидрография
На юге река Ненач (приток реки Припять).

## Транспортная сеть
Транспортные связи по просёлочной, затем автомобильной дороге Лунинец — Гомель. Планировка состоит из прямолинейной улицы, ориентированной с юго-востока на северо-запад, к которой на юге под острым углом присоединяется короткая улица. Застройка деревянная усадебного типа.

## История
Основана в XIX веке переселенцами из деревни Антоновка. Согласно переписи 1897 года слобода в Дудичской волости, действовала еврейская молитвенная школа. В 1930 году жители вступили в колхоз. Располагались Калинковичский зверосовхоз, средняя школа, детские ясли-сад.

## Население

### Численность
- 2004 год — 174 хозяйства, 482 жителя.

### Динамика
- 1897 год — 16 дворов, 115 жителей (согласно переписи).
- 1908 год — 18 дворов, 137 жителей.
- 2004 год — 174 хозяйства, 482 жителя.